# Gabriel della Genga Sermattei
Gabriel della Genga Sermattei (ur. 4 grudnia 1801 w Asyżu, zm. 10 lutego 1861 w Rzymie) – włoski kardynał.

## Życiorys
Był synem hrabiego Filippo della Gengi i bratankiem Leona XII. Studiował w Kolegium Jezuickim w Orvieto, gdzie uzyskał doktorat utroque iure. 26 września 1830 przyjął święcenia kapłańskie. Był potem prałatem Jego Świątobliwości i kanonikiem bazyliki laterańskiej. 29 czerwca 1833 został arcybiskupem tytularnym Bejrutu, a 15 września przyjął sakrę. Rok później 23 czerwca 1834 został arcybiskupem Ferrary i pełnił tę rolę do rezygnacji 13 stycznia 1843. 1 lutego 1836 został kreowany kardynałem prezbiterem i otrzymał kościół tytularny S. Girolamo dei Croati. Następnie pełnił funkcję legata w Urbino i Pizie. Podczas pobytu Piusa IX w Gaecie, od lipca 1849 do kwietnia 1850, della Genga zarządzał Rzymem, wraz z kardynałami Lodovico Altierim i Luigim Casoni. Od 23 kwietnia 1852 do 13 października 1860 był prefektem Kongregacji ds. Biskupów i Zakonników. W latach 1858–1859 był także kamerlingiem Kolegium Kardynałów.